# Centro Internacional de Estudios Budistas
El Centro Budista Sakya (Paramita), anteriormente conocido como el "Centro Internacional de Estudios Budistas", es una institución privada que funciona como espacio de difusión de enseñanzas budistas. Está administrada por la Fundación Sakya, una  organización sin ánimo de lucro. Se ubica en la Sella (Pedreguer-España).
Su arquitectura imita las galerías de los templos tradicionales budistas tibetanos. Ofrece actividades abiertas a cualquier persona interesada en la filosofía y la práctica budista: cursos, meditaciones y retiros espirituales.

## Historia
El terreno donde está emplazado el Centro fue donado en 1999. En 2006, fue oficialmente inaugurado. Desde esa fecha se continuó con la remodelación del lugar hasta el año 2022. Ese año, la gompa (con las tres más grandes estatuas de Europa) fue inaugurada.

## Misión
Su objetivo es preservar el Dharma (enseñanzas budistas), a través de la traducción y la práctica tradicional filosófica tibetana. Tutela proyectos para el desarrollo espiritual y la paz mundial, a través del budismo tibetano Sakya. 
Para ello, cuenta con la autorización y tutela espiritual de Sakya Trizin y la dirección de Lama Rinchen Gyaltsen, maestro residente en el centro.

## Plataforma en línea
Cuenta con el Instituto Paramita, una plataforma en línea creada para la difusión de las enseñanzas budistas a todas las personas interesadas que no puedan acudir a las enseñanzas y meditaciones presenciales.